# Hentie's Bay
Hentie's Bay (in afrikaans Hentiesbaai, in tedesco Hentiesbucht) è una cittadina della Namibia nordoccidentale, nella regione di Erongo, sulla costa dell'Oceano Atlantico. Si trova all'inizio del tratto di costa che viene indicato col nome di Skeleton Coast, a metà strada fra la città di Swakopmund (a sud) e la riserva naturale di Cape Cross (a nord). È principalmente una località di villeggiatura per i namibiani e sudafricani, particolarmente rinomata per le spiagge incontaminate e come paradiso della pesca sportiva. Poiché è anche uno dei pochi insediamenti di dimensioni significative in una zona altrimenti quasi disabitata, molti itinerari turistici che attraversano la Skeleton Coast fanno tappa a Henties Bay per rifornimento o pernottamento.

## Storia

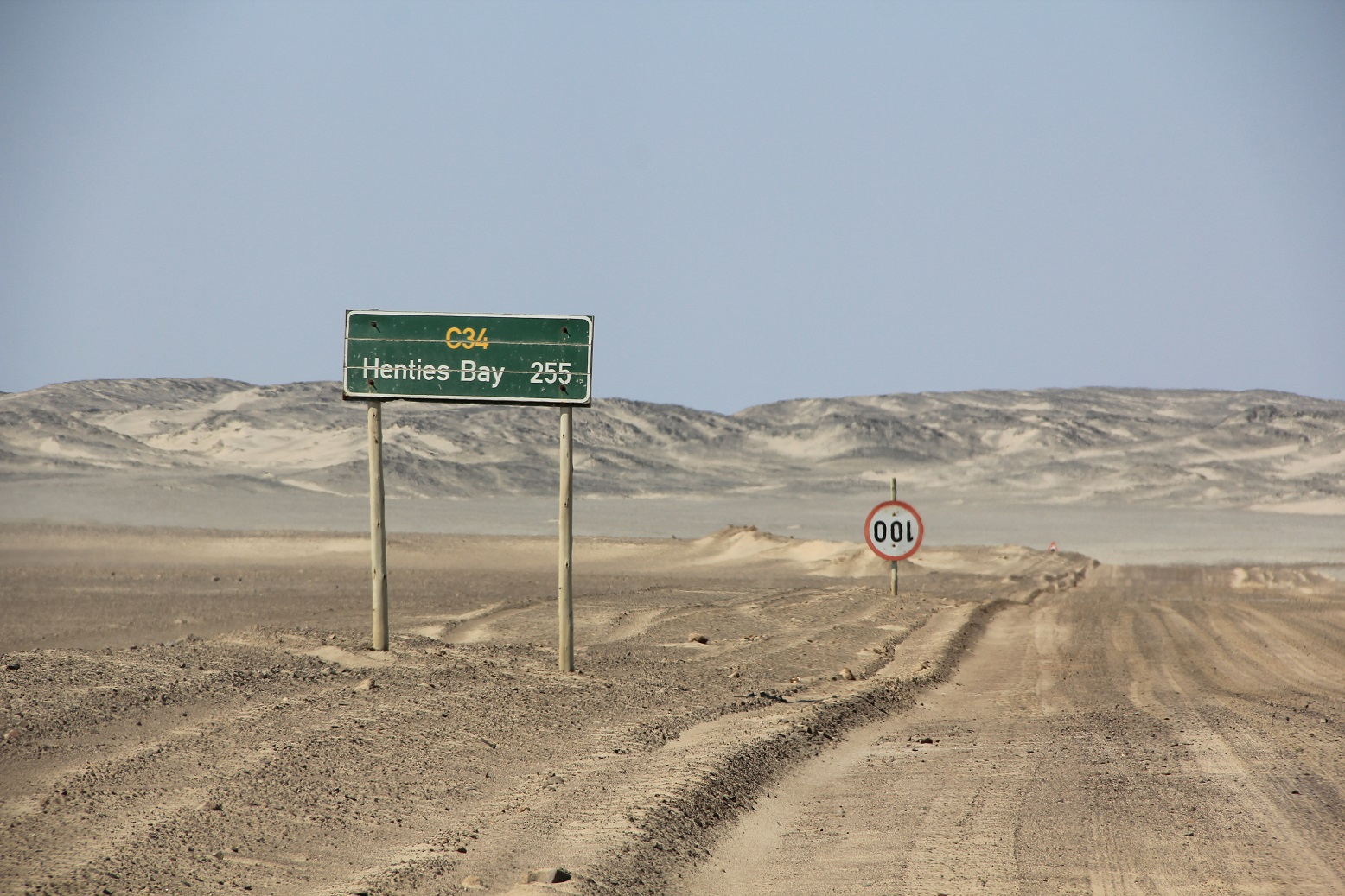
Cartello stradale indicante la località di Hentie's Bay.

Nel 1929, un cacciatore tedesco di nome Hentie van der Merwe giunse nella località oggi nota come Henties Bay durante una battuta di caccia grossa. Egli fu colpito dalla bellezza del paesaggio, e pochi mesi dopo tornò sul luogo e si costruì una baracca in cui trascorrere le vacanze estive. Negli anni successivi altri suoi conoscenti e amici lo imitarono, e il luogo divenne noto come "la baia di Hentie" (da cui il nome odierno). A partire dal 1951, l'amministrazione coloniale dell'Africa del Sudovest regolamentò l'edificazione nella zona, e iniziarono a sorgere le prime case in muratura. Lo sviluppo della cittadina ebbe un ulteriore impulso negli anni sessanta, in seguito alla scoperta di una miniera di diamanti a sud dell'insediamento. Parte delle abitazioni oggi presenti a Henties Bay, e utilizzate come residenze di villeggiatura, furono originariamente edificate come dormitori per i minatori.